# Ochtendung
Ochtendung település Németországban, Rajna-vidék-Pfalz tartományban. Lakosainak száma 5593 fő (2023. december 31.).

## Népesség
A település népességének változása:
| Lakosok száma | 3961 | 5423 | 5389 | 5494 | 5595 | 5593 |
|               | 1975 | 2017 | 2019 | 2021 | 2022 | 2023 |